# Yudaiichthys eximius
Yudaiichthys eximius è un pesce osseo estinto, appartenente ai ginglimodi. Visse nel Triassico medio (Anisico, circa 244 milioni di anni fa) e i suoi resti fossili sono stati ritrovati in Cina.

## Descrizione
Questo piccolo pesce poteva arrivare a una lunghezza di circa 6 centimetri; possedeva un corpo fusiforme, un muso dalla punta smussata e una pinna caudale leggermente biforcuta. La pinna dorsale si originava appena dopo l'inserzione delle pinne pelviche. Le porzioni anteriori delle ossa frontali, delle ossa circumorbitali anteriori e delle mandibole erano ornate di tubercoli, mentre le altre ossa craniche avevano una superficie in gran parte liscia. 
Yudaiichthys era caratterizzato da alcune caratteristiche: osso nasale relativamente largo e a forma di clessidra; osso frontale 1,5 volte più lungo del parietale; un singolo sopraorbitale, rastremato ad entrambe le estremità; nove (occasionalmente otto) infraorbitali; sei suborbitali disposti in due file verticali (quattro nella fila anteriore e due in quella posteriore); presenza di dermoiale; assenza di contatto tra preopercolo e dermopterotico; opercolo due volte più profondo del subopercolo (escluso il processo anterodorsale); assenza di sopramascella; golare mediano a forma di pera, lungo la metà della mandibola; otto paia di raggi branchiostegali; otto raggi dorsali; sette raggi anali; 16 raggi principali caudali; scaglie con margine posteriore debolmente seghettato solo nella regione anteriore del fianco.

## Classificazione
Yudaiichthys eximius venne descritto per la prima volta nel 2019, sulla base di alcuni fossili completi rinvenuti nella contea di Luoping (provincia di Yunnan) nei pressi del lago Yudai in Cina, nella formazione Guanling. Nello studio del 2019, Yudaiichthys venne attribuito alla nuova famiglia Lashanichthyidae nell'ambito dell'ordine Kyphosichthyiformes, un gruppo di pesci ginglimodi tipici del Triassico; un'altra forma simile era Lashanichthys. 